# Велосипедний замок

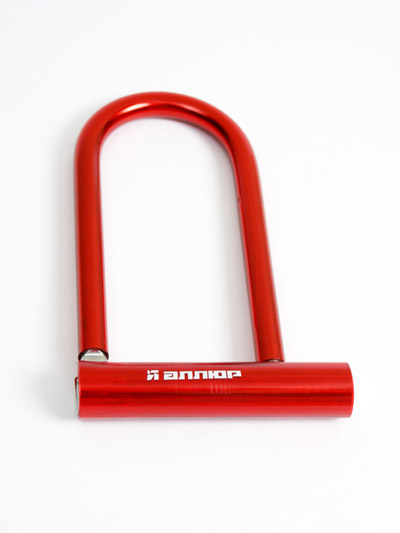
U-подібний замок

Велосипедний замок — пристрій, який дещо ускладнює крадіжку велосипедів, мотоциклів, колясок, моторних човнів та ін. Є кілька типів велосипедних замків. Принцип роботи більшості — прив'язати засіб пересування до якого-небудь нерухомого предмету (дерево, стовп, перило і т. ін.)
За способом замикання велосипедні замки також діляться на:
- кодові (кількість кодових осередків звичайно дорівнює 3-5 по 10 цифр кожна);
- закриваються ключем (англійська, фінська, перфо).[1]

## U-подібний замок
U-подібний замок має жорстку конструкцію. За допомогою такого замку можна прикріпити колесо велосипеда до рами, або раму до нерухомої конструкції. Перевагою даних замків є їх хороша стійкість до руйнуючих методів розкриття, а недоліками — обмеженість застосування, таким замком не вийде прикувати транспортний засіб до широкого стовпа або дерева, і ускладненість перевезення через істотні габарити.

## Замок з ланцюгом

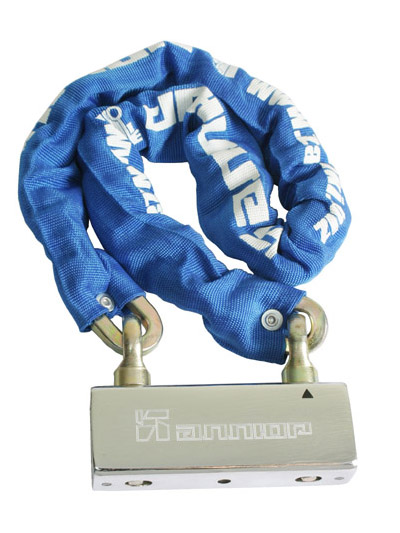
Замок з ланцюгом

Являє собою ланцюг довжиною близько метра, на кінцях якого кріпиться замикаючий пристрій. Замикаючим пристроєм може служити як звичайний замок, що закривається ключем, так і кодовий. Ланцюг часто упаковується в тканий або гумовий кожух, щоб не дряпати раму велосипеда. Перевагою таких замків вважається їх достатня опірність до силових методів розкриття; недоліком — велика маса.

## Замок з тросом
Більш широке поширення отримав велосипедний замок з тросом. Він легкий, компактний і має достатню довжину (до 2 метрів). Замок слід купувати такої довжини, щоб вона дозволяла охоплювати не тільки раму велосипеда, але і колеса. Недолік — знижена стійкість до механічних впливів.

## Складні сегментні замки
Складні сегментні замки (foldable locks) складаються з декількох секцій із загартованої сталі. Конструкція замка дозволяє обернути його навколо колеса і рами, а також дозволяє компактно його складати.